# آبل محولة
آبلِ مَحُولَة (بالعبريَّة: אָבֵל מְחוֹלָה بمعنى «مرج الرقص»)، مدينة قديمة ورد ذكرها في الكتاب العبري (العهد القديم في المسيحية). يعتقد أنها كانت مسقط رأس النبي أليشع. ذكرَ جيروم وأوسابيوس القيصريّ أنها تقع في القسم الشمالي من غور الأردن جنوب بيت شان بالقرب من نهر الأردن.
يعد موقع تل أبو سوس من المواقع المحتملة التي قامت عليها مدينة آبل محُولَة القديمة. يقع هذا التل 11 ميلًا جنوب بيت شان، في الطرف الجنوبي من وادي بيت شان حيث يصب نهر اليابس من الشرق.

## ذكرها في الكتاب المقدس
ورد ذكرها مع بيت شان في العدد الثاني عشر من الإصحاح الرابع من سفر الملوك الأول: «بَعْنَا بْنُ أَخِيلُودَ فِي تَعْنَكَ وَمَجِدُّو وَكُلِّ بَيْتِ شَانٍ الَّتِي بِجَانِبِ صُرْتَانَ تَحْتَ يَزْرَعِيلَ، مِنْ بَيْتِ شَانَ إِلَى آبَلَ مَحُولَةَ، إِلَى مَعْبَرِ يَقْمَعَامَ.»
قصدها جيش المديانيين بعدما هزمهم جدعون كما ذكر في العدد الثاني والعشرين من الإصحاح السابع من سفر القضاة: «وَضَرَبَ الثَّلاَثُ الْمِئِينَ بِالأَبْوَاقِ، وَجَعَلَ الرَّبُّ سَيْفَ كُلِّ وَاحِدٍ بِصَاحِبِهِ وَبِكُلِّ الْجَيْشِ. فَهَرَبَ الْجَيْشُ إِلَى بَيْتِ شِطَّةَ، إِلَى صَرَدَةَ حَتَّى إِلَى حَافَةِ آبَلِ مَحُولَةَ، إِلَى طَبَّاةَ.»
كذلك ورد ذكرها في العدد السادس عشر من الإصحاح التاسع عشر من سفر الملوك الأول: «وَامْسَحْ يَاهُوَ بْنَ نِمْشِي مَلِكًا عَلَى إِسْرَائِيلَ، وَامْسَحْ أَلِيشَعَ بْنَ شَافَاطَ مِنْ آبَلَ مَحُولَةَ نَبِيًّا عِوَضًا عَنْكَ.»